# Ройте (Аппенцелль-Ауссерроден)
Ройте (нім. Reute AR) — громада  в Швейцарії в кантоні Аппенцелль-Ауссерроден, округ Фордерланд.

## Географія
Громада розташована на відстані близько 170 км на схід від Берна, 23 км на схід від Герізау.
Ройте має площу 5 км², з яких на 6,3% дозволяється будівництво (житлове та будівництво доріг), 40,2% використовуються в сільськогосподарських цілях, 53,5% зайнято лісами, 0% не є продуктивними (річки, льодовики або гори).

## Демографія
2019 року в громаді мешкало 704 особи (+6,7% порівняно з 2010 роком), іноземців було 17%. Густота населення становила 141 осіб/км².
За віковим діапазоном населення розподілялося таким чином: 15,3% — особи молодші 20 років, 61,4% — особи у віці 20—64 років, 23,3% — особи у віці 65 років та старші. Було 324 помешкань (у середньому 2,2 особи в помешканні).
Із загальної кількості 211 працюючого 30 було зайнятих в первинному секторі, 37 — в обробній промисловості, 144 — в галузі послуг.